# M.L. Carr
Michael Leon Carr, mais conhecido por M.L. Carr (Wallace, 9 de janeiro de 1951) é um ex-jogador profissional de basquetebol da National Basketball Association (NBA) e da American Basketball Association (ABA), e ex-treinador e gerente geral do Boston Celtics. Ele treinou o Celtics em duas temporadas, postando sequência 48-116. Carr também é o fundador, presidente e CEO da WARM2Kids.